# Orte des Erinnerns

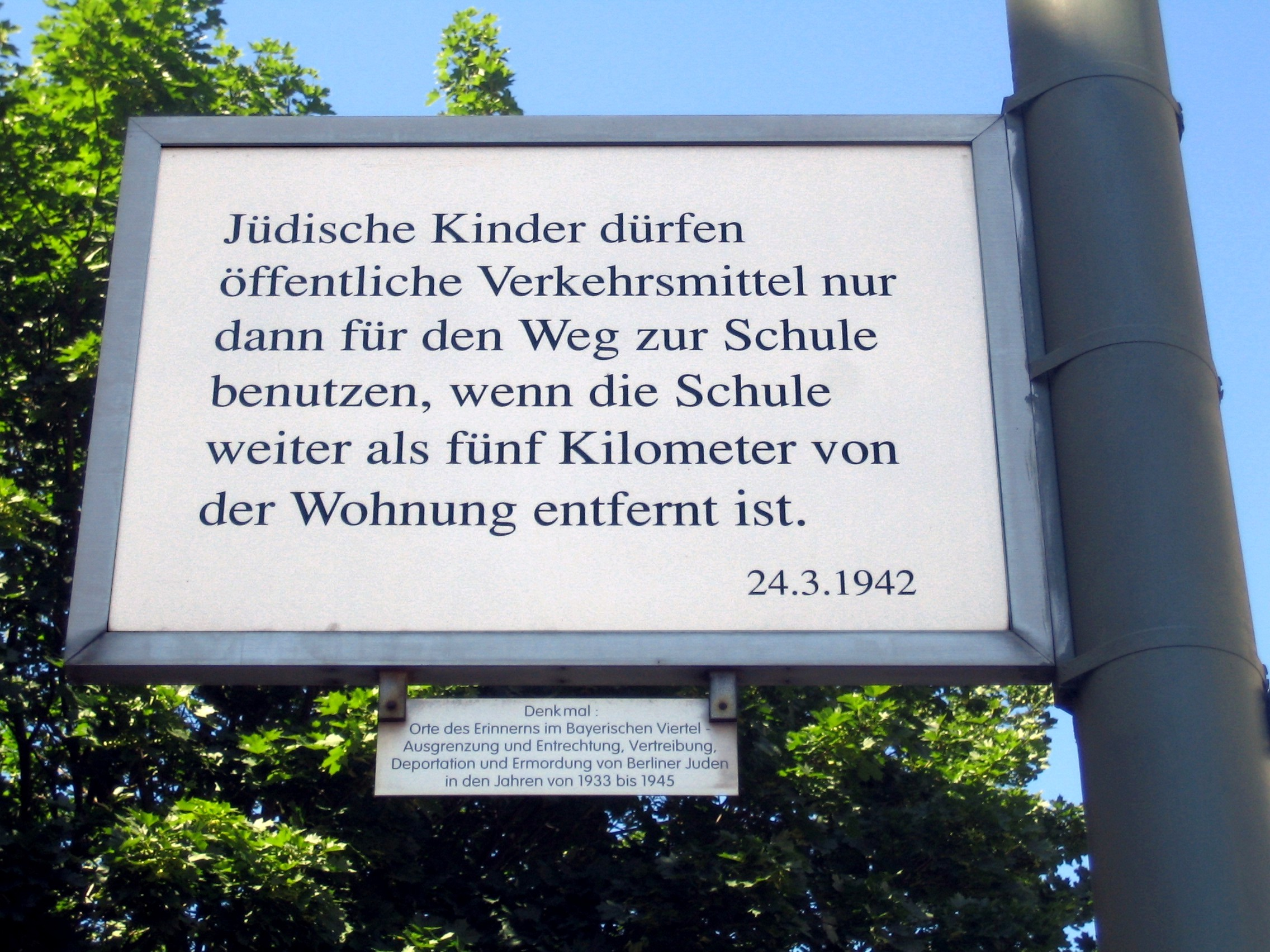
Orte des Erinnerns

Orte des Erinnerns är ett minnesprojekt i Schöneberg i Berlin som uppmärksammar de lagar och regler som nazisterna införde mot den judiska befolkningen 1933-1945. Projektet skapades 1993 i Bayerisches Viertel, ett område som tidigare hade en stor judisk andel av befolkningen.
Skyltarna exemplifierar med text på ena sidan och en illustration på andra sidan hur den judiska befolkningen i Schöneberg och Tyskland kom att utestängas från samhällslivet för att senare deporteras till förintelseläger. Skyltarna visar exempel på lagar som utestängde judar från vardagslivet, t.ex. genom att förbjuda judiska medborgare att använda parkbänkar, ha husdjur och vara med i Röda korset.
Projektet föregicks av en idétävling 1992 som initierades av Berlins senat och Kunstamt Schöneberg. Tävlingen vanns av konstnärerna Renata Stih och Frieder Schnock. 1993 monterades 80 stycken informationstavlor på lyktstolpar runt om i stadsdelen Bayerisches Viertel i Schöneberg.

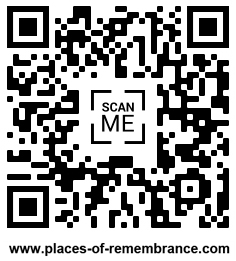
GPS & Audio

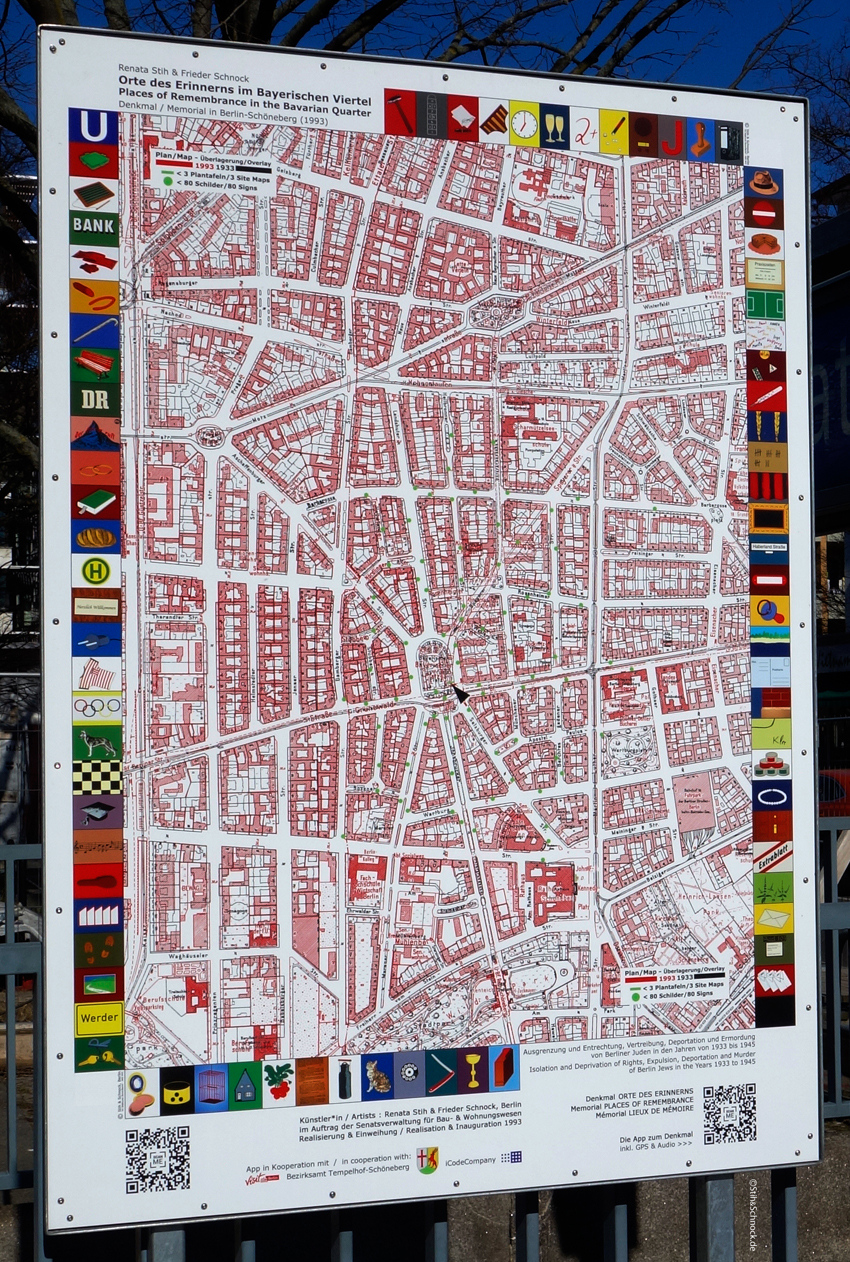
Map (1933 &1993) with 80 signs in the Bavarian Quarter